# Carabodes horeo
Carabodes horeo är en kvalsterart som först beskrevs av Djaparidze 1990.  Carabodes horeo ingår i släktet Carabodes och familjen Carabodidae. Inga underarter finns listade.